# Calvin Coolidge
Ifj. John Calvin Coolidge (1872. július 4. – 1933. január 5.) amerikai politikus és ügyvéd, az Amerikai Egyesült Államok 30. elnöke.

## Élete

### Családja és ifjúkora

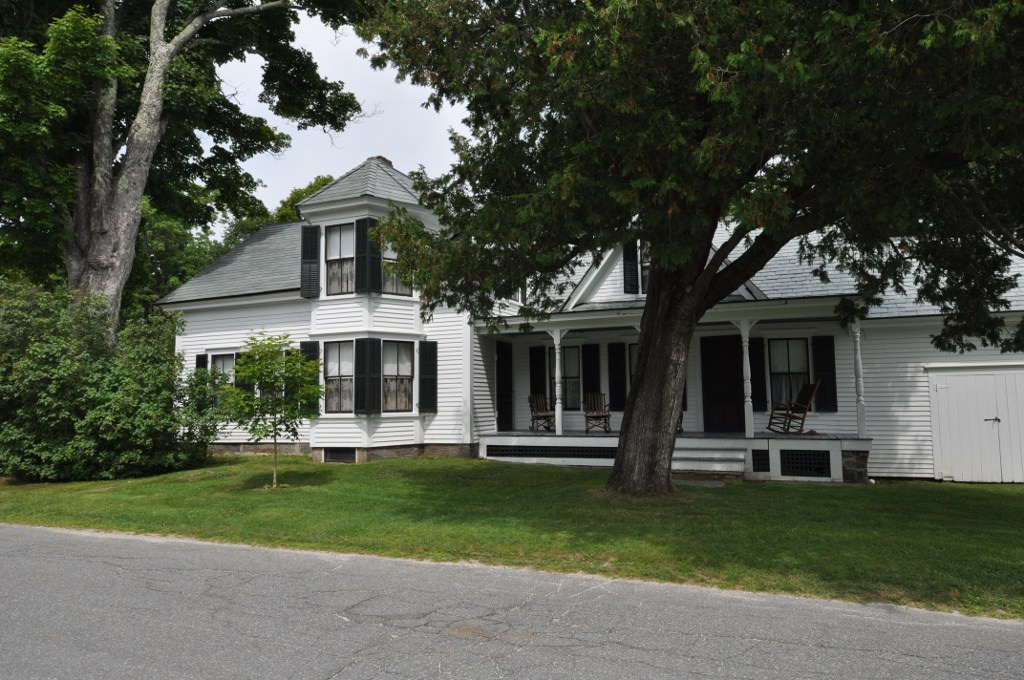
A Coolidge-tanya, Plymouth Notch, Vermont

John Calvin Coolidge Jr. 1872. július 4-én született a vermonti Plymouth Notch-ben. Ő az egyetlen olyan amerikai elnök, aki a függetlenség napján született. Apja idősebb John Calvin Coolidge (1845–1926), elismert gazda, raktáros és közalkalmazott, aki különböző helyi hivatalokat töltött be, köztük a békebíróit és az adószedőt, valamint a Vermonti Képviselőházban és a Vermonti Szenátusba is beválasztották. Anyja, Victoria Josephine Moor (1846–1885) egy Plymouth Notch-i gazda lánya volt. Egész életében krónikus betegségben szenvedett, valószínűleg tuberkulózisban halt meg Coolidge tizenkét éves korában. Jóllehet apja után a John nevet kapta, kora gyermekkorától kezdve Coolidge-ot középső nevén, Calvinnek szólították. Második nevét Kálvin János tiszteletére kapta. Coolidge testvére, Abigail Grace Coolidge (1875–1890) 15 éves korában, valószínűleg vakbélgyulladásban hunyt el, amikor Coolidge 18 éves volt. Coolidge apja 1891-ben feleségül vett egy pllyouthi tanárt.
A család legkorábbi ismert őse, John Coolidge 1630 körül emigrált az angliai Cambridgeshire-ből, Cottenhamből, és a massachusettsi Watertownban telepedett le.

### Pályafutása
Pályafutását ügyvédként kezdte, majd szenátor, később Massachusetts állam republikánus kormányzója lett. Ebben a minőségében érte Harding elnök felkérése 1920-ban, hogy legyen a helyettese adjutánsként, gyakorlatilag alelnökként. Az Államok-szerte `Hallgatag Cal`-nak becézett Coolidge valóban csendes, visszahúzódó ember volt. 1923-ban, Warren Harding elnök halála után ő került az elnöki posztra, s elnöksége idején is híres volt arról, milyen keveset beszél. Elődjének kormányzati botrányai után Coolidge alatt gazdagság köszöntött Amerikára és általános jó hangulat uralkodott az országban. Az 1924-es választási kampány jellemző jelszava volt: `Keep cool with Coolidge`. Ezért is sokakat meglepett, amikor 1927-ben az elnök bejelentette, hogy legközelebb nem jelölteti újra magát. Leköszönése után megírta önéletrajzát és újságokban, magazinokban jelentek meg különféle írásai. Northamptonban érte a halál.